# Tomas Albrektsson

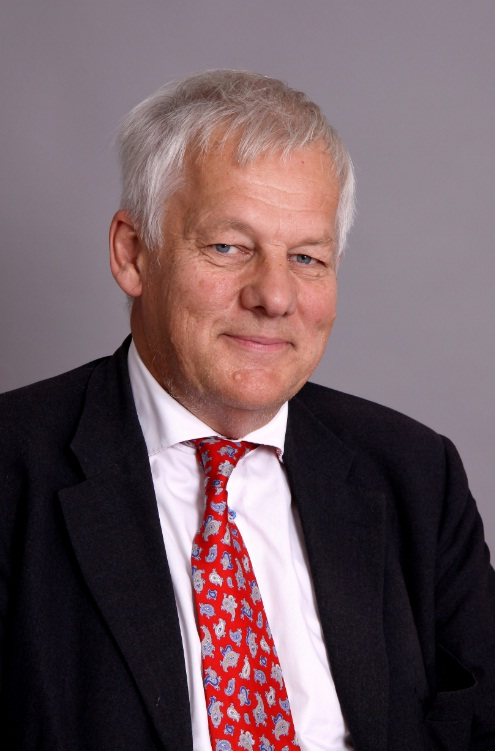
Tomas Albrektsson.

Olle Tomas Albrektsson, född 25 augusti 1945, är en svensk läkare och professor emeritus i handikappforskning vid Göteborgs universitet.
Albrektsson rekryterades av professor Per-Ingvar Brånemark 1967 för att studera osseointegrerade implantat vid Göteborgs universitet. Han tog läkarexamen 1973 och disputerade 1979 på en avhandling om införandet av implantat i läkande bentransplantat, med Brånemark som handledare.
Albrektsson blev professor vid Sahlgrenska akademin 1 oktober 1986.

## Utvalda böcker
- Brånemark PI, Zarb GA, Albrektsson T. Tissue-Integrated Prostheses: Osseointegration in Clinical Dentistry. 1st ed. Berlin: Quintessence. 1985. 350 s.[5]
- Albrektsson T, Zarb GA. The Brånemark Osseointegrated Implant. 1st ed. Berlin: Quintessence. 1989. 262 s.[6]
- Zarb GA, Albrektsson T, Baker G, Eckert SE, Stanford C, Tarnow DP, Wennerberg A. Osseointegration. On Continuing Synergies in Surgery, Prosthodontics, Biomaterials. 1st ed. Berlin: Quintessence. 2008. 200 s.[7]
- Chrcanovic B, Albrektsson T. Sixty Years of Clinical Experience with Nobel Biocare Osseointegrated Implants. 1st ed. Berlin: Quintessence. 2025. 284 s.[8]